# Lucas Tousart
Lucas Tousart (ur. 29 kwietnia 1997 w Arras) – francuski piłkarz występujący na pozycji pomocnika w niemieckim klubie 1. FC Union Berlin oraz w reprezentacji Francji do lat 23. Wychowanek Rodez, w swojej karierze grał także w Valenciennes FC, Olympique Lyon i Hercie BSC.
W styczniu 2020, Lucas Tousart podpisał kontrakt z Herthą BSC, która pozyskała go od Olympique Lyon za 25 milionów euro. Stał się najdroższym zawodnikiem w historii tego niemieckiego klubu.
19 lipca 2023 podpisał kontrakt z 1. FC Union Berlin warty 3 miliony euro.